# 李建平 (1960年)
李建平（1960年5月—2024年12月17日），河北霸州人，中华人民共和国政治人物，原呼和浩特经济技术开发区党工委书记。2018年9月落马，其案件涉及金额30亿元人民币，成为中华人民共和国建国以来涉案金额最大的小官巨贪，超过了华融集团董事长赖小民（17亿元）和中共陕西省委书记赵正永（7.17亿元）的总和，该案因此被称为“内蒙古反腐第一大案”。

## 生平

### 早年
1960年5月，李建平出生在河北省霸县。1982年8月，李建平到内蒙古电子学校任教。1985年1月加入中国共产党。

### 从政
1985年4月，李建平出任内蒙古电子工业局团委书记。1988年10月转任内蒙古啤酒厂副厂长。
1990年10月，李建平出任呼和浩特市体改委干部。1996年3月转任呼和浩特市节水办主任，次年5月兼任水资源管理局局长。2000年9月，李建平再兼任呼和浩特市水务局党委委员、副局长、春华水务公司董事长。2004年6月升任呼和浩特市水务局党委书记、局长。2011年3月，李建平转任呼和浩特经济技术开发区党工委书记。
2017年11月，因在担任呼和浩特市水务局党组书记、局长期间，域内企业出现违规用水、破坏水资源等问题受到行政警告处分。

### 落马
2018年9月7日，李建平涉嫌“严重违纪违法”，接受纪委监委纪律审查和监察调查。
2019年8月22日，李建平遭到“双开”处分，被开除党籍，免去公职。通报称其“理想信念完全丧失，党性原则荡然无存，行为底线全面失守”、“与不法商人勾肩搭背、沆瀣一气，大肆非法攫取巨额经济利益”。 根据《中华人民共和国刑法》，被移送检察机关审查，涉案财物随案移送。
李建平的下属原呼和浩特市经济技术开发区党工委副书记、管委会原常务副主任兼金川工业园区党委书记、管委会主任白海泉，因贪污受贿1.7亿在2014年7月落马，2020年1月被判处无期徒刑。

### 审判
2022年9月27日，内蒙古自治区兴安盟中级人民法院公开宣判，对李建平以贪污罪判处死刑，剥夺政治权利终身，并处没收个人全部财产，以受贿罪判处死刑，缓期二年执行，剥夺政治权利终身，并处没收个人全部财产，在其死刑缓期执行二年期满依法减为无期徒刑后，终身监禁，不得减刑、假释，以挪用公款罪判处无期徒刑，剥夺政治权利终身，以纵容黑社会性质组织罪判处有期徒刑五年，数罪并罚，决定执行死刑，剥夺政治权利终身，并处没收个人全部财产；对李建平贪污所得及孳息、挪用公款予以追缴，发还被害单位，对其受贿所得及孳息予以追缴，上缴国库，不足部分继续追缴。对其他同案被告人分别判处十年以上有期徒刑或无期徒刑。其中贪污罪涉案金额14.37亿余元，其中2.89亿余元尚未实际取得，受贿罪涉案金额5.77亿余元，挪用国有公司公款共计10.55亿余元，其中4.04亿余元案发前尚未归还。此外，李建平与黑社会性质组织的组织者、领导者赵文远（已判刑）长期交往、关系密切、相互勾结，纵容以赵文远为首的黑社会性质组织进行违法犯罪活动。李建平其涉案金额远超赖小民和赵正永的总和。
2024年8月27日，内蒙古自治区高级人民法院对李建平案二审作出宣判，驳回李建平上诉，维持一审死刑判决。同年12月17日，经最高人民法院核准，内蒙古自治区兴安盟中级人民法院对李建平执行了死刑。

## 兴趣爱好
日常中，李建平经常陪一些省部级领导打麻将。李建平贪污受贿的钱财部分花费在赌博，其余大多用在购买收藏名家字画、古玩玉器、黄金珠宝、名贵手表以及大量中外名酒，其酒窖收藏名酒数万瓶。

## 家庭成员
李建平的儿子名叫李苏超，原内蒙古东晟房地产开发有限责任公司高管，持股33.3%，已经逃往海外。